# ازنفس‌افتاده (مجموعه تلویزیونی)
از نفس‌افتاده یک مجموعه تلویزیونی محصول سال ۱۳۸۵ به کارگردانی قاسم جعفری و تهیه‌کنندگی صدیقه صحت است که از شبکه یک پخش شد.
آرش و شیده دوستان دوران کودکی هستند که مبارزات انقلابی آنها را به هم می‌رساند.

## بازیگران
- اشکان خطیبی: آرش
- خاطره حاتمی: شیده
- علی‌رام نورایی: مسعود
- زهره فکورصبور: نازی
- صدرالدین شجره
- عزت‌الله جامعی ندوشن
- شهرام عبدلی: نادر
- سیدجواد هاشمی
- فرهاد تجویدی